# Institut préparatoire aux études d'ingénieurs de Nabeul

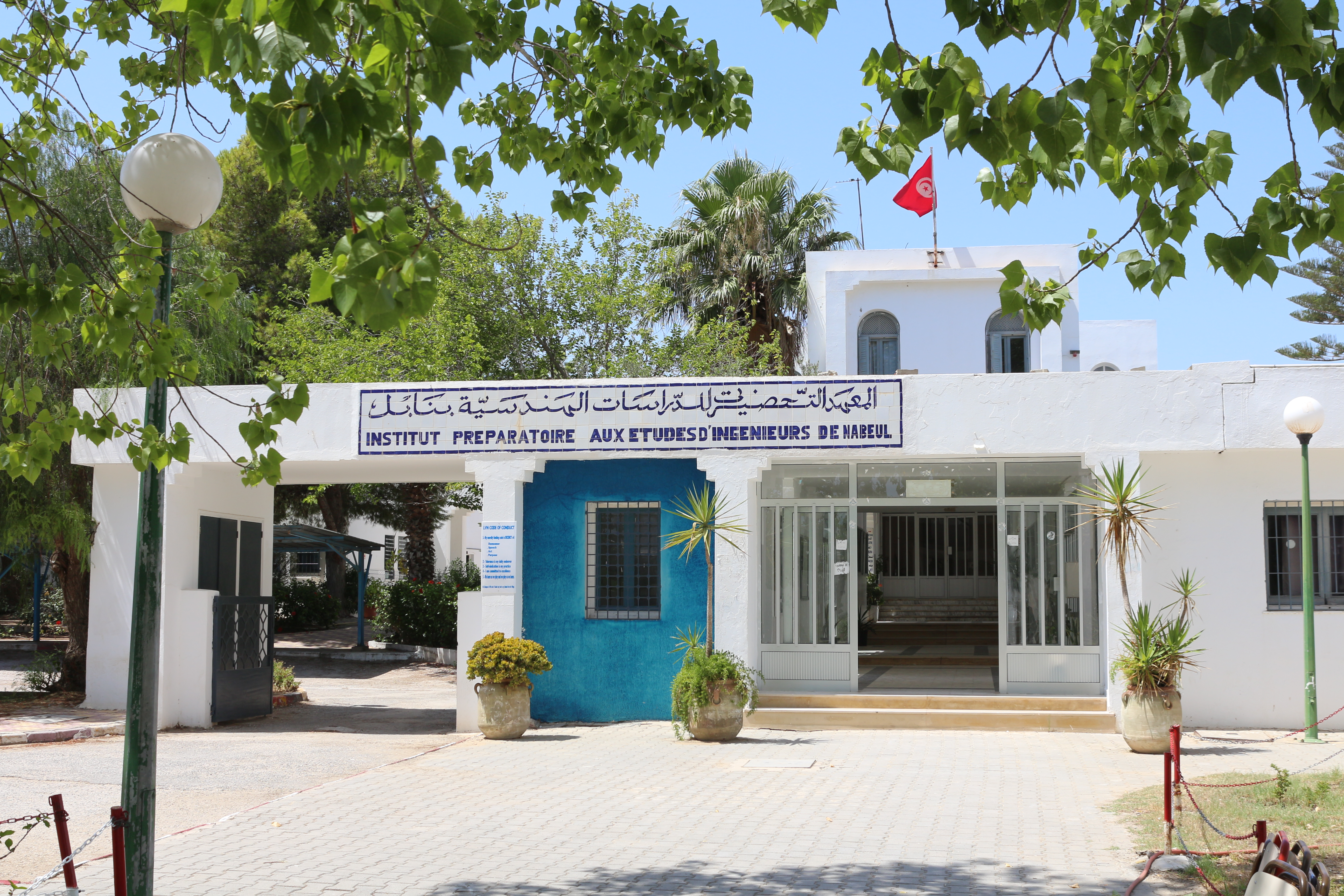
Institut préparatoire aux études d'ingénieurs de Nabeul

L'Institut préparatoire aux études d'ingénieurs de Nabeul (arabe : المعهد التّحضيري للدّراسات الهندسيّة بنابل) ou IPEIN est un établissement universitaire tunisien créé en 1986 et dépendant de l'Université de Carthage. Il est le premier établissement d'enseignement préparatoire de Tunisie.

## Mission
La mission actuelle de l'IPEIN est d'assurer en deux ans la préparation aux concours d'accès aux établissements tunisiens d'enseignement supérieur, technique et scientifique, tels que l'École polytechnique de Tunisie et l'École supérieure des communications de Tunis.

## Conditions d'accès
L'institut recrute ses effectifs parmi les élèves ayant réussi leurs examens du baccalauréat selon le mérite.

## Cadre et équipements
L'institut dispose de 28 salles de cours de superficie moyenne de 60 m2, d'un amphithéâtre de 150 places, de deux salles de dessin industriel, de six laboratoires de physique (optique, mécanique, électronique et électricité), de trois laboratoires de chimie (organique et générale), de deux laboratoires d'informatique et d'une bibliothèque.